# Jerzy Masłowski (scenograf)
Jerzy Masłowski (ur. 22 lutego 1928 we Grajewie zm. 18 kwietnia 2003 w Warszawie) – polski scenograf telewizyjny, teatralny i filmowy, artysta plastyk.

## Życiorys
Od drugiej połowy lat 50. XX w. związany z Łódzkim Ośrodkiem Telewizyjnym, następnie od końca lat 60. XX w. z Telewizją Polską w Warszawie.
Zrealizował ok. 150 spektakli telewizyjnych (Teatr Telewizji), ponad 20 filmów fabularnych. Projektował dekoracje do festiwali w Kołobrzegu Festiwal Piosenki Żołnierskiej i w Opolu Krajowy Festiwal Piosenki Polskiej w Opolu.
W 1963 roku zdobył nagrodę Nagroda Komitetu ds. Radia i Tv za scenografię do widowisk telewizyjnych, a w 1968 roku zespołową nagrodę dla realizatorów programu „Śpiewki stare, ale jare”.
W 1977 roku film z jego scenografią „Noce i dnie” był nominowany do Oscara w kategorii najlepszy film nieanglojęzyczny.

## Filmy
Wybrane pozycje:
- „Wystrzał”  (również Teatr TV) reżyseria: Jerzy Antczak
- „Mistrz” (1966) reżyseria: Jerzy Antczak
- „Przygoda z piosenką” (1968) reżyseria: Stanisław Bareja
- „Epilog norymberski” (1970) reżyseria: Jerzy Antczak
- „Noce i dnie” (1975) reżyseria: Jerzy Antczak
- „Miłość ci wszystko wybaczy (film)” (1981) reżyseria: Janusz Rzeszewski
- „Lata dwudzieste... lata trzydzieste...” (1983) reżyseria: Janusz Rzeszewski
- „Pan Kleks w kosmosie” (1988) reżyseria: Krzysztof Gradowski
- „Triumph of the Spirit” (1989, polski tytuł: Triumf ducha) reżyseria: Robert M. Young

## Seriale fabularne
- „Noce i dnie” (1977) reżyseria: Jerzy Antczak
- „The wall” (1982) reżyseria: Robert Markowitz

## Teatry telewizji
Wybrane pozycje:
- „Czy pan istnieje, Mr Johns?” 1957 - Reżyseria: Zbigniew Kuźmiński, wg opowiadania Stanisława Lema
- „Himmelkommando” 1961 - Reżyseria: Jerzy Antczak. Spektakl został zrealizowany jednym ujęciem kamery.
- „Wilki w nocy” 1962  Reżyseria: Jerzy Antczak
- „Szklana menażeria” 1963 Reżyseria: Jerzy Antczak
- „Kordian”  Reżyseria: Jerzy Antczak
- „Wspólny pokój” 1964 Reżyseria: Jerzy Antczak
- „Mistrz” (również wersja filmowa) 1964 Reżyseria: Jerzy Antczak
- „Dudek” 1964 Wystąpili: Reżyseria: Jerzy Antczak
- „Dr Jekyll i Mr Hyde” 1964 Reżyseria: Jerzy Antczak
- „Dni Turbinych” 1965 Reżyseria: Jerzy Antczak
- „Ziemia obiecana” Reżyseria: Tadeusz Worontkiewicz
- „Trzy siostry” 1968 Reżyseria: Jerzy Antczak
- „Notes.” 1968 Reżyseria: Jerzy Antczak
- „Epilog norymberski”(Teatr TV 1969) Reżyseria: Jerzy Antczak
- „Oświadczyny. Jubileusz.” 1971 Reżyseria: Jerzy Antczak
- „O szkodliwości palenia tytoniu” 1971 Reżyseria: Jerzy Antczak
- „Szwejkowe przypowieści” 1972 Reżyseria: Tadeusz Worontkiewicz
- „Czarownica” 1973 Reżyseria: Marek Wortman
- „Ucieczka z Betlejemu” 1975 Reżyseria: Janusz Kondratiuk
- „Kronika Polska Galla Anonima” 1977 Reżyseria: Grzegorz Królikiewicz
- „Śmierć komiwojażera” 1980 Reżyseria: Kazimierz Karabasz
- „Zapis Ojca Hermanna” 1985 Reżyseria: Jerzy Krasowski
- „Goniec śmierci” 1986 Reżyseria: Robert Lehman (pseud. Roberta Glińskiego)
- „Sylwia” 1987 Reżyseria: Ryszard Ber
- „Księżyc świeci nieszczęśliwym” 1988 Reżyseria: Jan Englert
- „Drewniana miska” 1991 Reżyseria: Tadeusz Worontkiewicz